# ハバニーズ
ハバニーズ（英語: Havanese）とは、キューバ若しくは地中海西部を原産とする愛玩犬種である。原産地は一般的にはキューバとされているが、犬種名よりハバナ、もとの犬が生まれたとされる地中海西部を原産地とする説もある。ビション・ハバニーズ（英語: Bichon Havanese）と呼ばれることもあり、これのキューバ原産のオリジナルのものの姿を再現した犬種はハバナ・シルク・ドッグと呼ばれて別犬種として扱われている。

## 歴史
16世紀にスペイン人がキューバに持ち込んだラップ・ドッグのような犬がもとであるといわれている。それが改良されて現在ハバニーズと呼ばれる犬の前身が作り出された。それはキューバの上流階級の人々に愛され、高ステータスな愛玩犬としてロシアやフランスなどに輸出された。その後ハバニーズの前身は愛玩犬として大きな人気を博すのだが、輸出された国で革命が起こって貴族の地位が没落すると、各地の犬たちは絶滅していった。このことはキューバでも例外ではなく、多くの犬の命が失われた。
絶滅を回避するため、生き残った犬たちは密かにアメリカ合衆国へ送られてプードルや他の小型のビション犬種と交配され、現在のハバニーズが誕生した。ちなみに、このハバニーズという名は後の世になってからつけられたもので、アメリカで改良が行われてからこの犬種名に統一されたといわれている。キューバの情勢がある程度安定するとアメリカからハバニーズが送り返され、再びキューバでもブリーディングが行われるようになった。
現在アメリカやヨーロッパで人気が高まっているが、まだ他の国では珍しい存在である。キューバでもかなり珍しい犬で、アメリカで飼育されているもののほうが断然多いといわれている。

## 特徴
全身を縮れてウエーブがかった綿のようなシャギーコート（むく毛）が覆っている。毛色はホワイト、ミルク、クリーム、ゴールド、シルバー、ブルー、ブラウン、ブラックの単色かそのいずれかの2色の組み合わせである。マズルと脚は短く、耳は垂れ耳、尾は背中に背負った巻き尾で、耳と尾にも飾り毛がある。体高28 - 32 cm、体重3 - 6 kgの小型犬で、性格は優しく知的だが、警戒心が強い。運動量は少ないが、毎日コートの手入れを行う必要がある。白内障、進行性網膜萎縮症にかかりやすい。

## 参考
- 『犬のカタログ2004』（学研）中島眞理 監督･写真
- 『日本と世界の愛犬図鑑2007』（辰巳出版）佐草一優監修
- 『デズモンド・モリスの犬種事典』デズモンド・モリス著書、福山英也、大木卓訳 誠文堂新光社、2007年
- 『日本と世界の愛犬図鑑2009』（辰巳出版）藤原尚太郎編･著